# Hovedserien 1950-1951
L'edizione 1950-51 della Hovedserien vide la vittoria finale del Fredrikstad.
Capocannoniere del torneo fu John Sveinsson (Lyn), con 19 reti.

## Classifica finale

### Gruppo A
|   | Classifica    | G  | V  | N | P | GF | GS | Pt |
| - | ------------- | -- | -- | - | - | -- | -- | -- |
| 1 | Fredrikstad   | 14 | 10 | 3 | 1 | 44 | 14 | 23 |
| 2 | Vålerengen    | 14 | 7  | 5 | 2 | 35 | 21 | 19 |
| 3 | Sandefjord BK | 14 | 5  | 4 | 5 | 24 | 23 | 14 |
| 4 | Viking        | 14 | 5  | 4 | 5 | 19 | 18 | 14 |
| 5 | Brann         | 14 | 5  | 3 | 6 | 24 | 30 | 13 |
| 6 | Strømmen      | 14 | 5  | 3 | 6 | 22 | 29 | 13 |
| 7 | Lisleby       | 14 | 3  | 3 | 8 | 21 | 35 | 9  |
| 8 | Fram Larvik   | 14 | 2  | 3 | 9 | 14 | 33 | 7  |

### Gruppo B
|   | Classifica       | G  | V | N | P  | GF | GS | Pt |
| - | ---------------- | -- | - | - | -- | -- | -- | -- |
| 1 | Odd              | 14 | 7 | 6 | 1  | 31 | 13 | 20 |
| 2 | Lyn              | 14 | 6 | 7 | 1  | 41 | 18 | 19 |
| 3 | Sparta Sarpsborg | 14 | 6 | 4 | 4  | 19 | 16 | 16 |
| 4 | Skeid            | 14 | 6 | 4 | 4  | 29 | 28 | 16 |
| 5 | Sarpsborg        | 14 | 4 | 5 | 5  | 20 | 21 | 13 |
| 6 | Ørn              | 14 | 5 | 3 | 6  | 23 | 25 | 13 |
| 7 | Selbak           | 14 | 3 | 5 | 6  | 22 | 25 | 11 |
| 8 | Kristiansund     | 14 | 1 | 2 | 11 | 16 | 55 | 4  |

### Finale scudetto

#### Andata
| Odd | 1 – 3 | Fredrikstad |

#### Ritorno
| Fredrikstad | 4 – 2 | Odd |

### Verdetti
- Fredrikstad Campione di Norvegia 1950-51.
- Lisleby, Fram Larvik, Selbak e Kristiansund retrocesse in Landsdelsserien.